# Eugenio Staccione
Eugenio Staccione (né le 14 avril 1909 à Turin au Piémont et mort le 5 mai 1967 dans la même ville), est un joueur italien de football qui jouait au poste de gardien de but.
Avec les joueurs Guglielmo Gabetto et Alfredo Bodoira, Staccione est l'un des trois seuls joueurs à avoir remporté un scudetto avec les deux clubs de la ville de Turin : le Torino (titre qui fut ensuite convoqué) et la Juventus.
Il était également connu sous le nom de Staccione II, pour le distinguer de son frère Vittorio, également joueur du Torino.

## Palmarès
| Torino - Championnat d'Italie : - Champion : 1926-1927 (annulé). |  | Juventus - Championnat d'Italie (1) : - Champion : 1934-35. |